# M100 (Машрік)
M100 — основний маршрут зі сходу на захід у міжнародній мережі доріг Арабського Машріку, що проходить через південь Аравійського півострова. Дорога починається в Тумраїті, потім проходить через Ель-Гайду, Аль-Мукаллу, Аден і Таїз до Мохи. Дорога пролягає через дві країни, а саме Оман і Ємен.

## Номери національних доріг
Маршрут М100 проходить через такі національні дороги зі сходу на захід:
| Номер | Маршрут                   |
| Оман  | Оман                      |
| ----- | ------------------------- |
| O45   | Тумраїт - перетин O45-O47 |
| O47   | перетин O45-O47 - Ємен    |
| Ємен  |                           |
| N4    | Оман - Аден               |
| N1    | Аден - Таїз               |
| N3    | Таїз - Мокко              |